# Параскив, Даньел
Даньел Джордже Параскив (рум. Daniel George Paraschiv; род. 24 апреля 1999 года в Брашове, Румыния) — румынский футболист, нападающий испанского клуба «Реал Овьедо».

## Клубная карьера
Даньел начинал карьеру в клубе «Брашов» из своего родного города. Он провёл в «Брашове» всю свою детско-юношескую карьеру, за исключением одного сезона в юношеской команде «Сэчеле». Его дебют во взрослом футболе состоялся в низших дивизионах румынского футбола в клубах «Вииторул» из Гимбава и «Херман». В сезоне 2018/19 нападающий перебрался в команду Второй лиги «Луцэафарул» и забил 14 голов в 33 матчах. Следующий игровой год Даньел провёл в этом же клубе в третьем по значимости румынском дивизионе. В сезоне 2020/21 игрок выступал за «Вииторул» из Тыргу-Жиу, отыграв 26 встреч и забив 10 мячей во Второй лиге.
11 июня 2021 года Даньел перешёл в команду Суперлиги «ЧФР». Месяц спустя он был отдан в аренду другому клубу высшей румынской лиги «Волунтари». 19 июля состоялся дебют форварда на высшем уровне румынского футбола: он заменил Виктора Ангелова на 60-й минуте встречи со столичным «Динамо». Всего Даньел провёл 10 безголевых игр за первую половину сезона 2021/22. Другую половину нападающий играл на правах аренды за «Германштадт», отметившись 6 забитыми голами в 13 матчах. Летом 2022 года «Германштадт» выкупил права на футболиста и заключил с ним контракт сроком на 3 года. За 2 сезона в качестве полноправного игрока клуба, Даньел провёл 77 игр в Суперлиге и забил 25 мячей.
13 июля 2024 года Даньел подписал 3-летний контракт с испанским клубом «Реал Овьедо». В своём первом сезоне за эту команду он принял участие в 28 встречах Сегунды, поразив ворота соперников всего 3 раза.

## Международная карьера
Благодаря корням своих родителей, Даньел имел право представлять национальную сборную Молдовы. 20 ноября 2022 года форвард дебютировал в составе национальной сборной Румынии, заменив Джордже Пушкаша на 70-й минуте товарищеской игры с Молдовой и стал автором одного из пяти забитых мячей.